# Foo Fighters (personaje)
Foo Fighters (フー・ファイターズ, Fū Faitāzu), comúnmente conocida como F.F. (F・F, Efu Efu), es un personaje principal de Stone Ocean, la sexta parte de JoJo's Bizarre Adventure.
F.F. es una personalidad compuesta de plancton; organizada, mantenida por y esencialmente equivalente al Stand del mismo nombre, Foo Fighters.

## Apariencia
F.F. puede cambiar su aspecto en cualquier momento. Sin embargo, su apariencia habitual es la de la prisionera Atroe; una mujer de estatura media y esbelta; con el cabello o gorro que cubre su cabeza en cabello corto o un manto, formando un borde cerrado en sus extremos.
Debido a que su cuerpo está compuesto de plancton, F.F. puede contorsionarse en curvas imposibles e incluso deslizarse a través de cercas barradas ilesas. Los cuerpos en los que se puede formar son sus cuerpos secundarios, que toma inicialmente para luchar contra Jolyne y Ermes, y el cuerpo principal, que adopta fuera del agua y cuando ha recolectado bastante plancton. Los cuerpos que tomó fueron los tres prisioneros sin nombrar, incluyendo a Atroe.
F.F. se muestra comúnmente que lleva una de taza de 32 onzas llena cerca de sí misma cuando no está cerca de una fuente de agua. 

## Personalidad
Foo Fighters se retrató originalmente como un subordinado obediente cuyo único propósito era cumplir las órdenes de Pucci. Después de conocer a Jolyne, comienza a crecer a un sentido de individualidad a lo largo de la historia.
La personalidad de Foo Fighters depende del hecho de que posee "intelecto" pero poca experiencia de vida. Durante su arco introductorio, su único objetivo es preservarse, lo que incluye obedecer las instrucciones de Whitesnake para proteger los discos. Como su tutor, ataca a las personas de manera implacable y apunta a matar a cualquiera que se acerque al escondite del disco, independientemente de su nivel de amenaza. Siendo un ser intelectual, Foo Fighters otorga gran importancia a sí mismo e implorará a su enemigo que lo reconozca como sensible llamándolo por su nombre. También cita al astrónomo Fred Hoyle para afirmar que un "intelecto" guía al universo, incluso lo precede, todo para decir que incluso el plancton puede ser inteligente. Cuando Foo Fighters muere, Jolyne se encuentra con su fantasma por un corto tiempo y la antigua masa de plancton contempla felizmente su forma de espíritu que confirma que ella estaba verdaderamente viva y sensible.
Sin embargo, cuando Jolyne muestra compasión por ella y la salva de la deshidratación, Foo Fighters descubre otra forma de pensar y se interesa en ella, prometiendo proteger a Jolyne y acompañarla a partir de ahora disfrazado como la prisionera, Atroe.
Se demostró que Foo Fighters no tenía mucho ojo para los detalles antes de conocer a Jolyne Cujoh y Ermes Costello, y lamenta su existencia al esperar la muerte después de haber sido derrotado por las dos. Cuando Jolyne lo guarda, sin embargo, F.F. Inmediatamente comienza a notar más detalles a su alrededor y percibe que el mundo que lo rodea es más colorido. Como resultado de experimentar todo este nuevo entorno, se vuelve extremadamente curioso acerca de todo lo que lo rodea, hace preguntas constantemente a las personas y experimenta con el mundo, por ejemplo, tratando de hacer lo contrario a lo que Atroe hubiera hecho. Si bien se lleva bien con otras personas, tiene la afinidad más fuerte con Jolyne por darle su libertad e "intelecto", de los cuales perder es su mayor temor.
Foo Fighters finalmente acumula suficientes recuerdos positivos de sus compañeros como para valorarlos por su propia seguridad, y finalmente se sacrifica para cerrar la herida de Anasui con su plancton. Salvando indirectamente a Jotaro y Anasui, Foo Fighters sale satisfecho para poder saludar a Jolyne por última vez antes de ascender al cielo.
Debido a su gran dependencia del agua, Foo Fighters está obsesionado con el líquido y hace todo lo posible por hidratarse constantemente. Lleva una taza de agua y luchará contra quien la cubra, además de beber cualquier líquido siempre que contenga agua, ya sea sangre o saliva. Al ser una masa de plancton sin experiencia de la sociedad, no le molesta nada de eso.

## Habilidades

### Stand
En resumen, F.F. es su propio Stand. Puede reconstituirse a sí misma, llenar y sellar las heridas de otros con su carne, así como proyectar su carne como balas, junto con una regeneración rápida.

## Historia

### Nacimiento
Enrico Pucci tenía una choza de discos de Stand cerca de los terrenos de la prisión, una colección de diferentes Stands que había reunido a lo largo de los años mientras estaba en prisión. El área alrededor de la choza es generalmente intacta y desolada. Enrico necesitaba un tutor para estos discos, para que no cayeran en manos no deseadas. Lanzó un DISCO al azar al océano, que aterrizó en un grupo de plancton flotando en la superficie. Inesperadamente, F.F. nació. 

### Guardando los Discos de Stand
F.F. Whitesnake le dijo que se quedara en la choza donde guardaba los discos y que matara a alguien (aparte de él) si se acercaban. Al no tener otro propósito, hizo lo que se le dijo, protegiendo los discos. Cuando Jolyne y Ermes se acercaron a la choza durante una actividad al aire libre, F.F. atacado pero fue golpeado profundamente por ambos. Secado y cerca de desintegrarse, lamentó su vida sin sentido, ya que solo vivió cumpliendo órdenes bajo la responsabilidad de Whitesnake, pero Jolyne no la ahorró, a pesar de las protestas de Ermes. Fascinada por su salvador, le mostró a Jolyne la falta del Disco de soporte de su padre en agradecimiento. Posteriormente, F.F. Habitaron el cuerpo de un preso muerto y los siguieron a la cárcel.

### Riesgo y recompensa
Después de seguir a Jolyne y Ermes de regreso a la prisión, F.F. Se ve más tarde jugando a atrapar a Ermes y Jolyne en el patio, con tiros incómodos. Después de que ella se acostumbra, Miraschon hace una apuesta para atrapar y lanzar 100 bolas por $200. Tienen éxito en la apuesta sin repercusiones, pero Miraschon coloca una apuesta aún mayor, 100 capturas por $1,000. Esto intriga a Ermes, por lo que ella decide lanzar en lugar de Jolyne. Cuando llegan a aproximadamente 31, un guardia agarra a F.F., gritando que el tiempo al aire libre ha terminado. Ella tira de todos modos después de darse cuenta de que todo lo que interfiere, pierden la apuesta. Ermes luego soborna al guardia, que mira hacia otro lado, pero le quita el guante a Ermes, lo que le hace caer la pelota de béisbol. Ella usa Kiss para devolvérselo, pero esto está en contra de las reglas y Ermes lo paga literalmente, ya que Miraschon usa su Stand, Marilyn Manson para recolectar $380 en dinero, el diente de oro de Ermes y su hígado. Jolyne toma su lugar y levanta la apuesta, 1,000 capturas por todo lo que se tomó de Ermes. Jolyne y F.F. Lanza la pelota mientras persigues y derrotas a Miraschon.

### Ayudando a Ermes
Mucho más tarde F.F. revela a Jolyne, el pasado de Ermes sobre su hermana Gloria, y su asesina Sports Maxx. Los dos corren para encontrarla, solo para F.F. De ser víctima del Stand de Sports Maxx: Limp Bizkit. Más tarde, F.F. sana a Ermes y Jolyne, sin embargo las lesiones de Ermes fueron tan graves que estuvo fuera de acción por un tiempo.

### Protegiendo a Jolyne
F.F. se encuentra con Anasui, quien está convencida de encontrar a Jolyne. Sin embargo, no para su bienestar, sino para casarse con ella. A medida que llegan a la sala de castigos, F.F. salva a Jolyne de Kenzou y se mete en una acalorada lucha con él. Más tarde, engañado por Pucci, F.F. lleva a sus amigos a una emboscada y sufre un fuerte golpe en su cuerpo, sacando el disco de Foo Fighters Stand de su cabeza. Deshidratado y próximo a la muerte, F.F pudo escuchar la solicitud de muerte de Anasui. Él le dio permiso para poseer su cuerpo para arrancar el disco de memoria de Jotaro de Pucci, sin importarle lo que le sucediera siempre y cuando Jolyne fuera feliz. F.F. arrancó el disco de memoria de Jotaro del cuerpo de Anasui pero se negó a poseerlo. Su espíritu (tomando la forma del cuerpo de Atroe, debido al hecho de haberse acostumbrado a él) cura las heridas de Anasui y agradece a Jolyne por ser su amiga, me alegra que se hayan encontrado. Cuando Jolyne decidió recuperar el disco para revivirla, F.F. se niega, diciendo que no sería el original, sino otro FF. Y desaparece en el viento.

## Otras apariciones

### Videojuegos

#### JoJo's Bizarre Adventure: All-Star Battle
Foo Fighters aparece en el título de PS3 como un personaje de apoyo para el modo Campaña, donde aparece y le da dos opciones al jugador; Infligir 150 HP a cualquier jefe o ganar 1 barra de energía de salud. Foo Fighters también es el único personaje aliado de la Parte 6 que no aparece en ningún formulario interactivo en el partido (tanto Anasui como Ermes son personajes jugables y Weather Report y Emporio aparecen en etapas).

#### JoJo's Bizarre Adventure: Eyes of Heaven
Foo Fighters aparece en una tarjeta de soporte que dice "Mi poder de curación puede arreglarte completamente, ¿de acuerdo? (完全に治すのは自分の治療力! OK?, Kanzen ni Naosu no wa Jibun no Chiryōryoku! OK?). Cuando se aplican al equipo del jugador, sus miembros tienen su HP restaurado gradualmente a lo largo de la pelea.